# 1905年臺灣
|        | 臺灣歷史 \| 台灣歷史年表 |
| 世纪： | 19世纪臺灣 \| 20世纪臺灣 \| 21世纪臺灣 |
| 年代： | 1870年代臺灣 \| 1880年代臺灣 \| 1890年代臺灣 \| 1900年代臺灣 \| 1910年代臺灣 \| 1920年代臺灣 \| 1930年代臺灣                                           |
| 年份： | 1900年臺灣 \| 1901年臺灣 \| 1902年臺灣 \| 1903年臺灣 \| 1904年臺灣 \| 1905年臺灣 \| 1906年臺灣 \| 1907年臺灣 \| 1908年臺灣 \| 1909年臺灣 \| 1910年臺灣 |
| 纪年： | 乙巳年（蛇年）、日本明治38年 |

1905年臺灣已被日本統治10年，實施第一次臨時戶口調查、有了首座水力發電廠「龜山發電所」:190。

## 政府

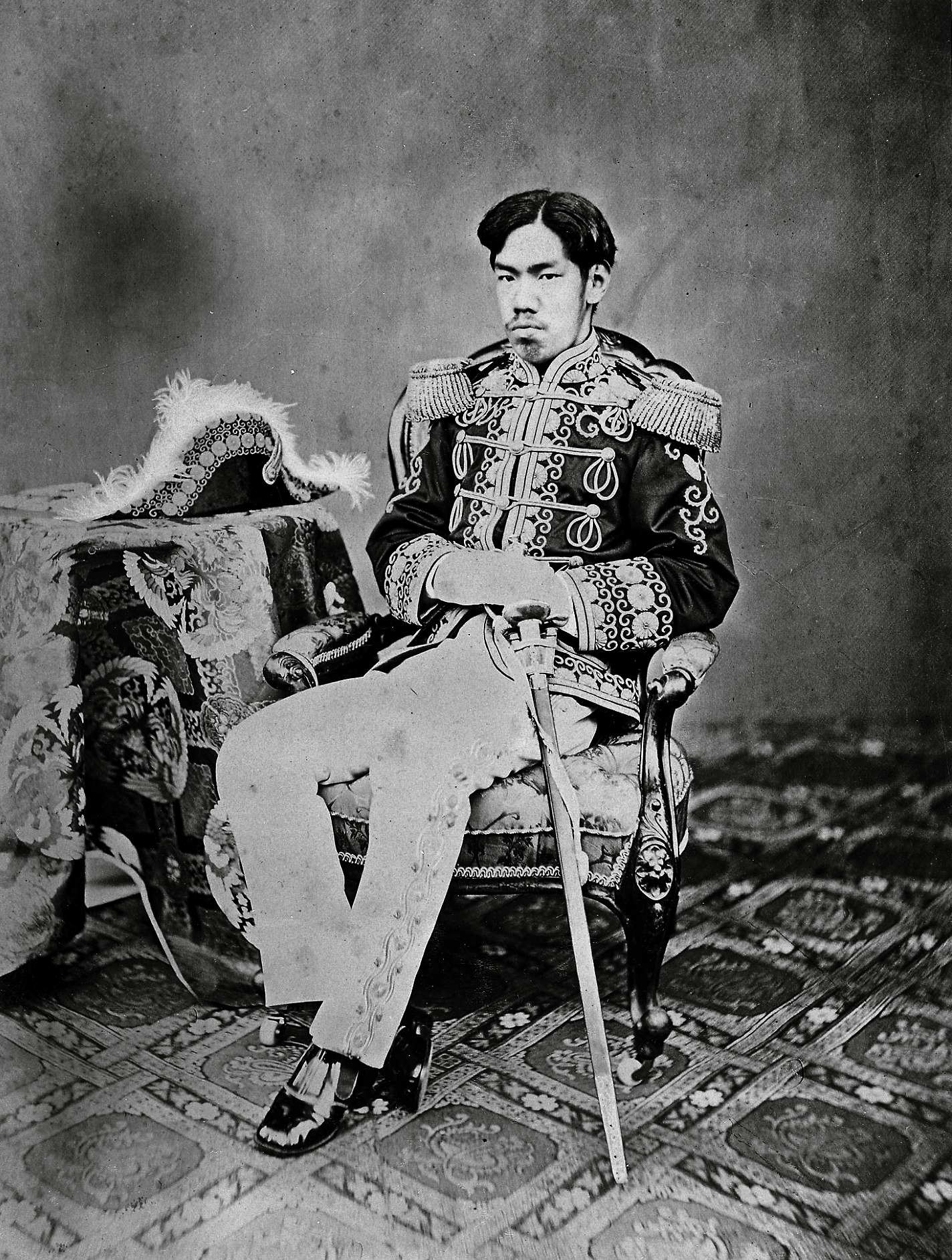
天皇：明治天皇
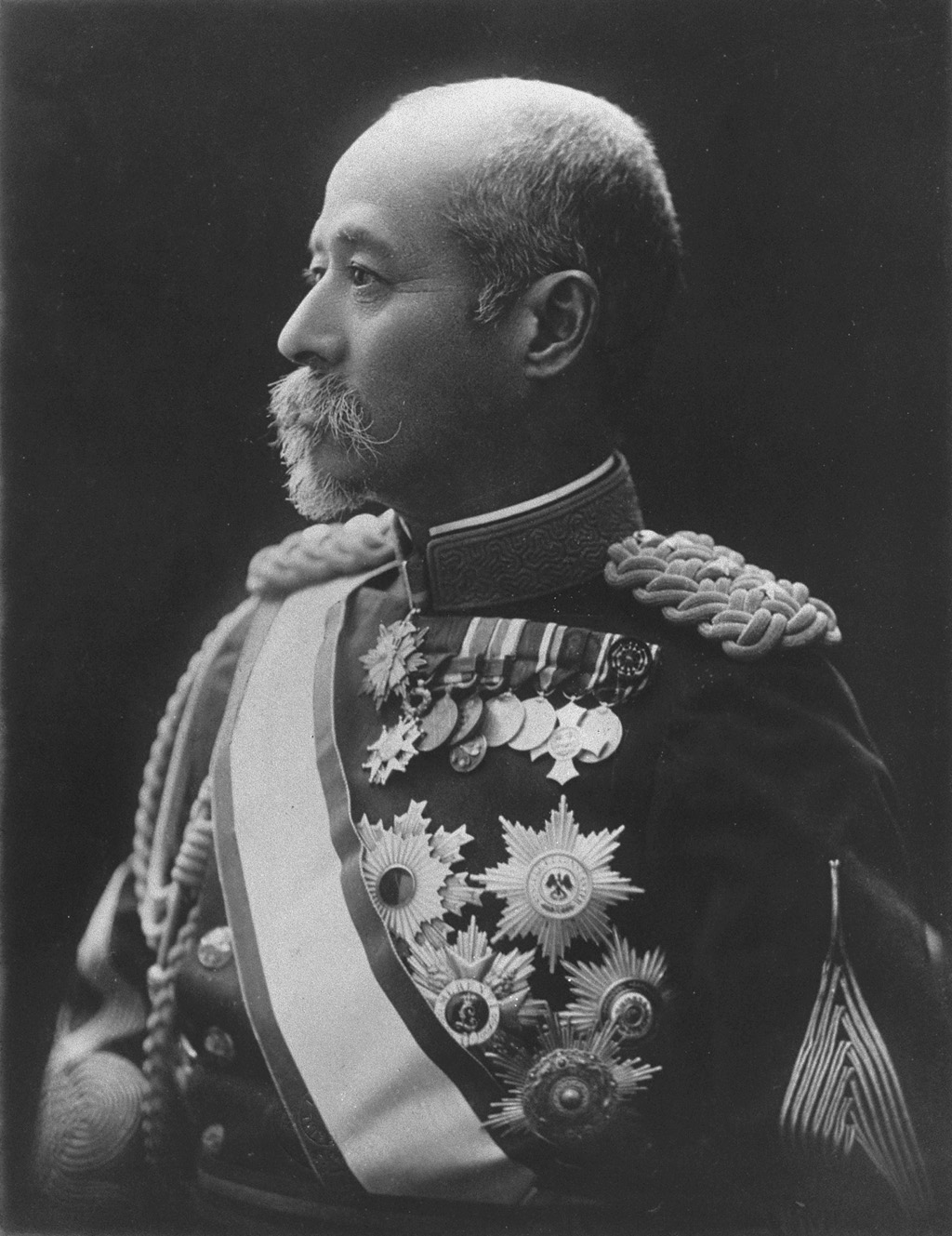
臺灣總督：兒玉源太郎
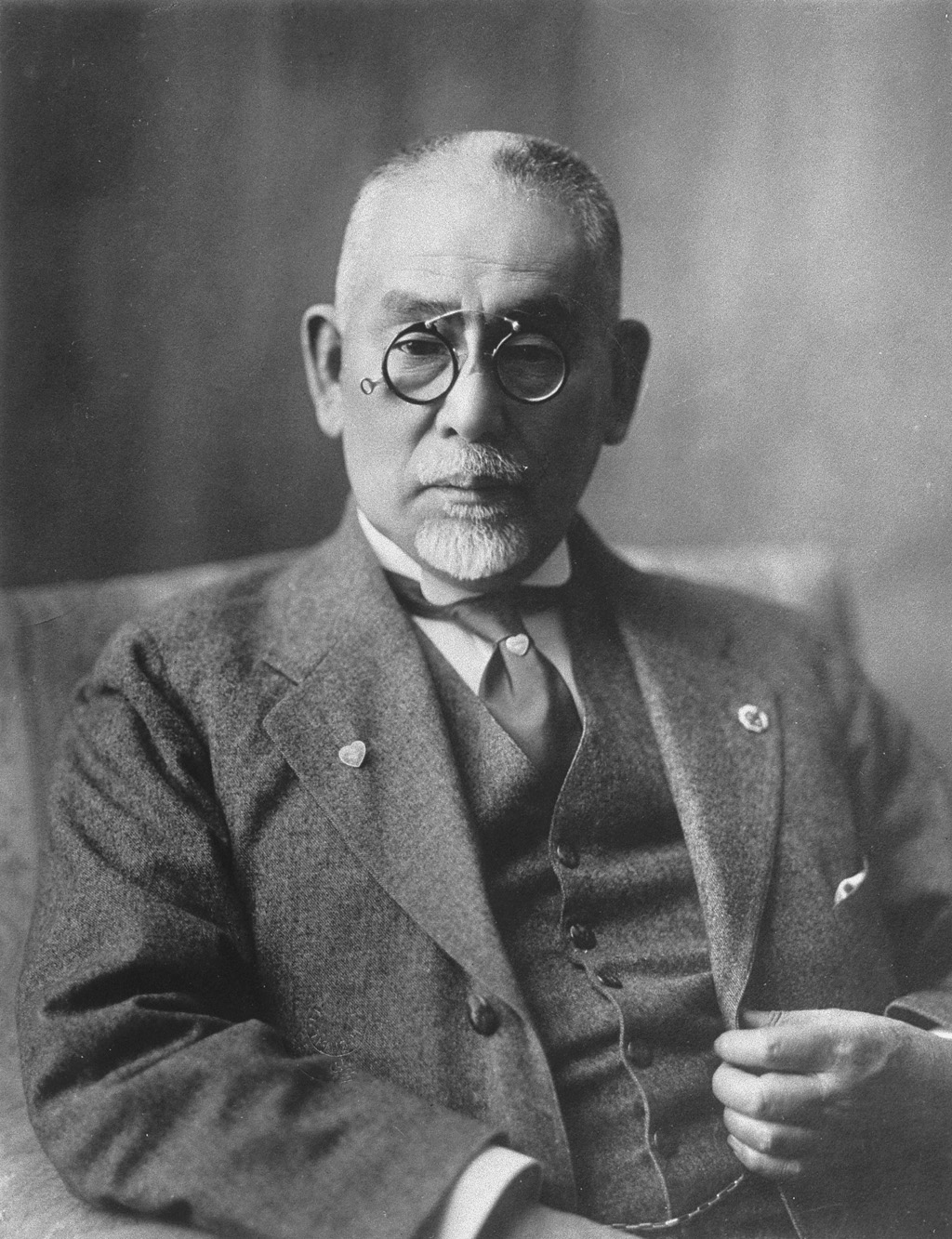
民政長官：後藤新平

## 大事記
- 6月5日——彰化銀行正式設立，由吳汝祥等仕紳創辦，辜顯榮被選為監察人。
- 7月——龜山發電所完工[1]:190。
- 10月1日——實施第一次臨時戶口調查，[1]:191臺灣總人口3,039,751人，其中本島人2,973,280人，內地人57,335、朝鮮人18人。

## 機關組織
- 12月1日：二八水公學校（今二林國小）奉准成立[2]:283

## 出生
- 1月19日——張秀哲，文學家。（1982年逝世）
- 2月2日——朱盛淇，政治人物。戰後出任任民選第一、二屆新竹縣縣長。（1994年逝世）
- 2月7日——葉廷珪，政治人物。戰後出任民選第一、三、五屆臺南市市長。（1977年逝世）
- 3月9日——楊守愚，作家。作品發表於《臺灣民報》、《臺灣新民報》、《臺灣文藝》。（1959年逝世）
- 3月11日——立石鐵臣，畫家。著有《台灣畫冊》。（1980年逝世）
- 4月8日——趙明河（조명하），朝鮮獨立運動參與者。在臺中不敬事件中行刺皇族久邇宮邦彥王。出生於大韓帝國黃海道。（1928年逝世）
- 5月7日——劉啟光，半山政治人物。二二八事件中協助國民政府清鄉。（1968年逝世）
- 8月8日——黃國書，半山軍事、政治人物。曾任中華民國立法院院長。（1987年逝世）
- 8月30日——陳長壽，商人、政治人物。戰後任臺灣省議員、民選第五屆桃園縣縣長。（1977年逝世）
- 9月22日——劉吶鷗，作家、電影製片人。（1940年逝世）
- 10月18日——楊逵，作家、白色恐怖受難者。代表作《送報伕》。（1985年逝世）
- 10月20日——陳耕元，日本名「上松耕一」，卑南族棒球選手，1931年代表嘉農赴日本參加第17回夏季甲子園大會，獲得凖優勝（亞軍）。（1958年逝世）

## 逝世
- 6月16日——林維源，商人，出身板橋林家。曾經營茶及樟腦，完成板橋林家花園。卒於廈門。（1840年出生）